# Ursula Jeans

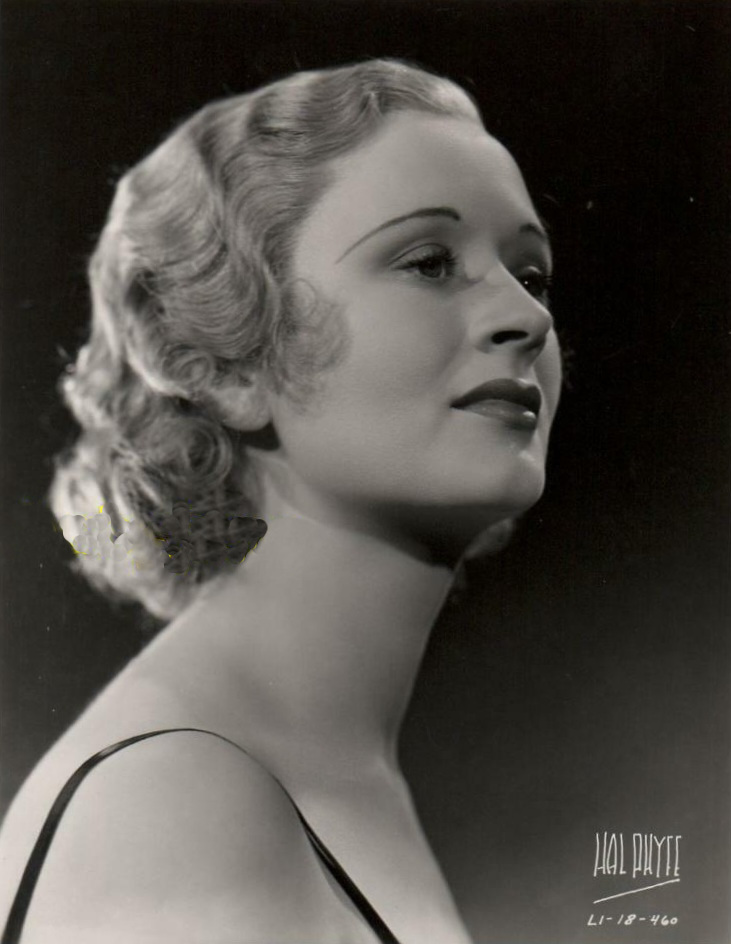
1933: Ursula Jeans

Ursula Jeans (* 5. Mai 1906 in Shimla, Indien als Ursula Jean McMinn; † 21. April 1973 in London) war eine britische Schauspielerin in Theater, Film und Fernsehen. Jeans Filmkarriere umfasste von den frühen 1920er Jahren bis Ende der 1960er Jahre über 30 internationale Kino-, Fernsehfilme und Fernsehserien. Darunter Rollen in Die Schwindlerin, Sie waren 13, Mai 1943 – Die Zerstörung der Talsperren, Brennendes Indien oder Kampf in der Villa Fiorita.

## Leben und Karriere
Ursula Jeans wurde 1906 als Tochter britischer Eltern in Shimla, Indien geboren. Aufgewachsen und unterrichtet in London, unter anderem an der bekannten Royal Academy of Dramatic Art (RADA), spielte Jeans bereits in Jugendjahren Theater. Von den 1930er Jahren an spezialisierte sie sich auf klassische Stücke von Shakespeare und George Bernard Shaw in erster Linie mit Engagements am Old Vic Theatre und mit der Sadlers Wells Company. Im Zweiten Weltkrieg war sie vornehmlich unter der Schirmherrschaft des Entertainments National Service Association (ENSA) aktiv, zusammen mit ihrem zweiten Ehemann, dem Schauspieler Roger Livesey. Sie erschienen oft gemeinsam mit ihm auf der Bühne und hatte zahlreiche Engagements am Londoner West End unter anderem in einem Theaterstück speziell für sie von JB Priestley geschrieben. In den späten 1950er Jahren waren die Liveseys mit Tourneen in Australien und Neuseeland mit dem Stück The Reluctant Debutante erfolgreich.
Neben ihrer langen Karriere auf der Londoner Bühne, arbeitete Ursula Jeans auch als Schauspielerin für die Leinwand und das britische Fernsehen. Ihr Kinodebüt gab sie bereits im Jahr 1922 in dem Stummfilm A Gipsy Cavalier unter der Regie von J. Stuart Blackton. Seit den frühen 1930er Jahren war sie eine gefragte Charakterdarstellerin in vielen britischen Filmen wie in Ian Dalrymples und Victor Savilles romantischer Komödie Sturm im Wasserglas an der Seite von Stars wie Vivien Leigh oder Rex Harrison, des Weiteren 1943 in Leben und Sterben des Colonel Blimp von den Regisseuren Michael Powell und Emeric Pressburger, darüber hinaus spielte sie 1947 die weibliche Hauptrolle in Jack Lees Drama Die Schwindlerin. In den 1950er Jahren sah man sie in weiteren Rollen wie in Leslie Normans Thriller Sie waren 13, in Michael Andersons Kriegsfilm Mai 1943 – Die Zerstörung der Talsperren oder in J. Lee Thompsons Abenteuerfilm Brennendes Indien neben Kenneth More, Lauren Bacall und Herbert Lom. Ihre letzte Kinorolle verkörperte sie 1965 in dem prominent besetzten Drama Kampf in der Villa Fiorita von Regisseur Delmer Daves.
Zu ihren wenigen Fernsehauftritten seit 1949 zählen unter anderem Dr. Finlay's Casebook, Hedda Gabler, Dixon of Dock Green, Theatre 625 oder The Root of All Evil?.
Ihre erste Ehe mit Robin Irvine hielt nur knappe zwei Jahre von 1931 bis zu seinem Tod im April des Jahres 1933. Von 1937 an bis zu ihrem Tod im Jahr 1973 war sie schließlich in zweiter Ehe mit dem Schauspieler Roger Livesey verheiratet. Ursula Jeans war die Schwester des Schauspielers Desmond Jeans (1903–1974) und Isabel Jeans (1891–1985).

## Filmografie (Auswahl)

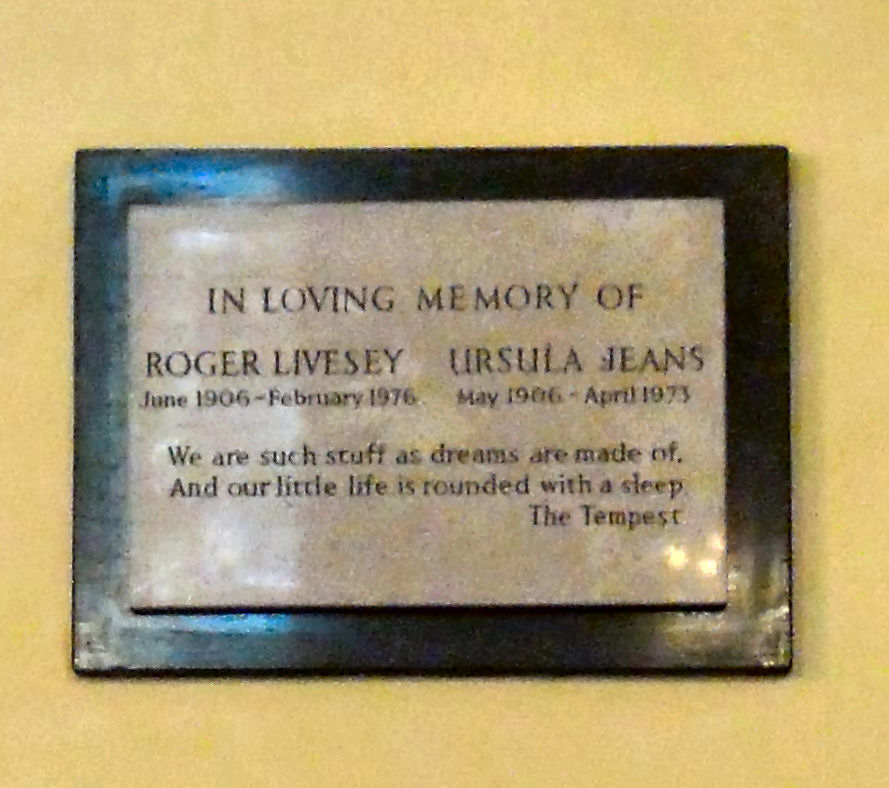
Gedenktafel für Ursula Jeans und Roger Livesey in der St Paul’s Church im Covent Garden

### Kino
- 1922: A Gipsy Cavalier
- 1923: The Virgin Queen
- 1927: The Fake
- 1927: Quinneys
- 1928: The Passing of Mr. Quin
- 1928: S.O.S.
- 1931: The Love Habit
- 1931: The Flying Fool
- 1932: The Crooked Lady
- 1932: Once Bitten
- 1932: The Barton Mystery
- 1933: Cavalcade
- 1933: On Thin Ice
- 1933: I Lived with You
- 1933: Friday the Thirteenth
- 1936: The Man in the Mirror
- 1937: Dark Journey
- 1937: Sturm im Wasserglas (Storm in a Teacup)
- 1939: Over the Moon
- 1943: Leben und Sterben des Colonel Blimp (The Life and Death of Colonel Blimp)
- 1944: Mr. Emmanuel
- 1946: Gaiety George
- 1947: Die Schwindlerin (The Woman in the Hall)
- 1948: The Weaker Sex
- 1955: Sie waren 13 (The Night My Number Came Up)
- 1955: Mai 1943 – Die Zerstörung der Talsperren (The Dam Busters)
- 1959: Brennendes Indien (North West Frontier)
- 1961: Der grüne Sturzhelm (The Green Helmet)
- 1961: The Queen’s Guards
- 1965: Kampf in der Villa Fiorita (The Battle of the Villa Fiorita)

### Fernsehen
- 1949: The Canvas Rainbow (Fernsehfilm)
- 1963: Dr. Finlay's Casebook (Fernsehserie, 1 Episode)
- 1963: Hedda Gabler (Fernsehfilm)
- 1967: Dixon of Dock Green (Fernsehserie, 1 Episode)
- 1968: Theatre 625 (Fernsehserie, 1 Episode)
- 1968: The Root of All Evil? (Fernsehserie, 1 Episode)

### Kurzfilme
- 1926: Silence
- 1927: False Colours